# Вторая битва у Асентехо
Вторая битва у Асенте́хо — сражение между вторгшимися на остров Тенерифе испанцами и местным коренным населением, известным как гуанчи. Столкновению предшествовала битва у Агере, случившаяся 14-15 ноября того же года и закончившаяся победой кастильцев.
Продвигаясь вдоль северного берега острова, испанцы преследовали оставшихся гуанчей, пока не столкнулись с ними ещё раз в Долине Таоро, невдалеке от Асентехо, на месте первой битвы у Асентехо, названной испанцами La Matanza («Бойня»).
Фернандес де Луго разделил своё войско на две части и использовал преимущество кастильцев в наличии огнестрельного оружия. После трёх часов сражения гуанчи были разбиты. Те, кто не были взяты в плен испанцами, бежали в горы.
В ознаменование своего триумфа Алонсо Фернандес де Луго возвёл монастырь, посвящённый Деве Марии, на месте битвы. Вскоре вокруг обители возникло поселение, которое ныне носит название Ла-Викториа-де-Асентехо.
Старые канарские сосны, свидетели сражения, до сих пор стоят в Ла-Викториа-де-Асентехо. В их тени в годовщины битвы проходит месса.
Вторая битва у Асентехо была не последней битвой на Тенерифе между испанцами и гуанчами, но её можно считать решающей в вопросе слома сопротивления гуанчей и включения острова в Королевство Кастилии и Леона.